# Ír-sziget
Az Ír-sziget (angolul Ireland, írül Éire, ulsteri skót nyelven Airlann) a Brit-szigetek része, Európa harmadik legnagyobb szigete. Az európai kontinenstől északnyugatra, a Brit-szigettől nyugatra fekszik.
Politikailag a sziget öthatodát elfoglaló független Ír Köztársaságra és az Egyesült Királysághoz tartozó, a sziget északkeleti részében fekvő Észak-Írországra osztható.
Az ír név az ír Ériu szóból származik, ez a modern ír nyelvben Éire alakú.
A sziget lakossága valamivel kevesebb mint 6 millió (2006), ebből valamivel több mint 4,2 millió az Ír Köztársaságban él.

## A névvita
Az Ír-szigetet gyakran a Brit-szigetek részeként emlegetik. Ez azonban sok ír számára nem elfogadható megnevezés, mivel a történelmi, kulturális és politikai realitásokkal ellentétesnek tartják. Semleges kifejezésként a szigetekre gyakran használják a „Britannia és Írország” kifejezést (angolul Britain and Ireland). Egy másik, ritkábban használt megnevezés az Észak-atlanti szigetek (Islands of the North Atlantic, vagy rövidítéssel IONA).

## Földrajza

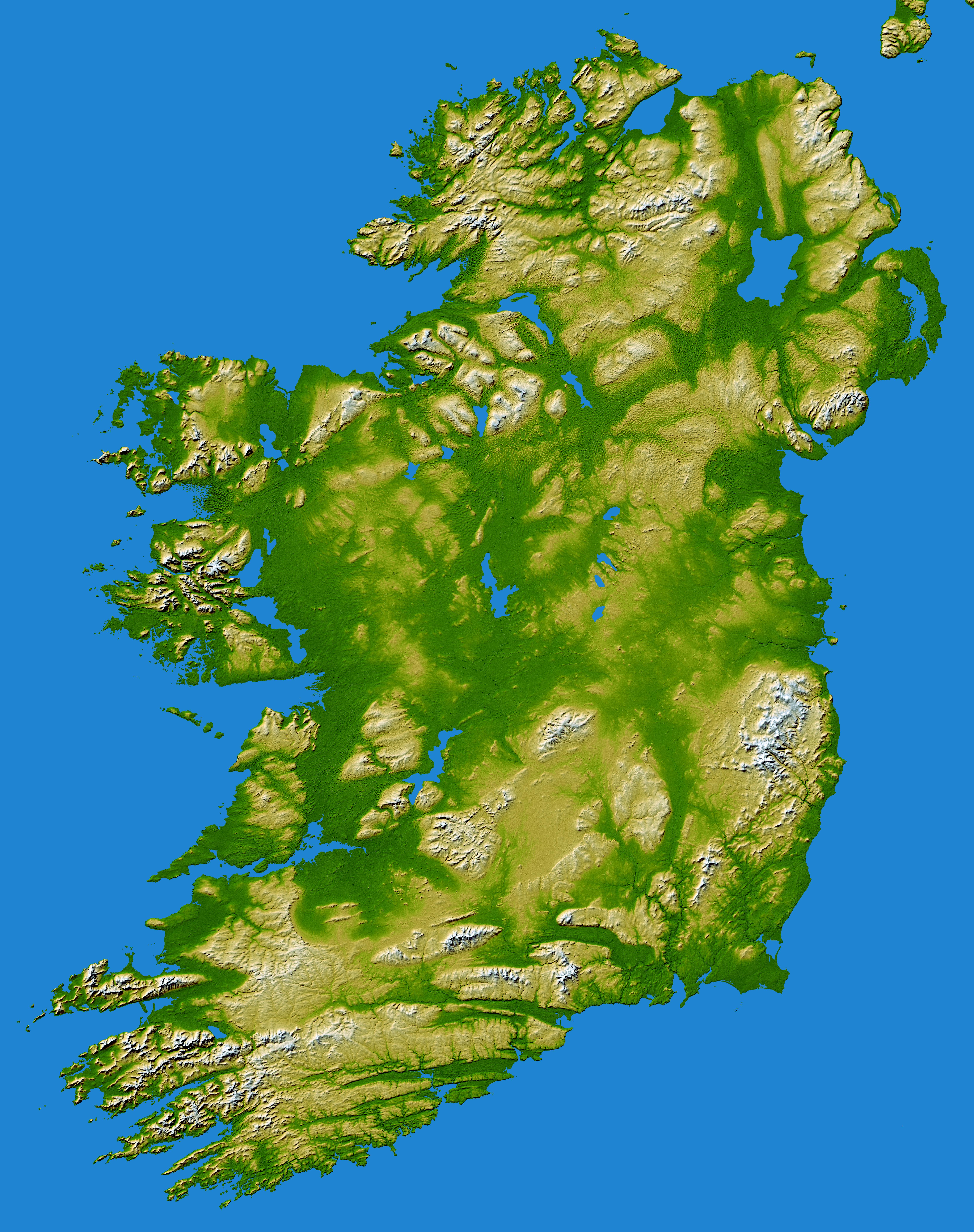
Az Ír-sziget domborzati térképe

Az Ír-sziget 84 412 négyzetkilométeren terül el. Központi alföldjeit parti hegyek gyűrűje veszi körül. A legmagasabb csúcs az 1041 méter magas Carrauntuohill Kerry megyében.
A szigetet a 386-kilométer hosszú Shannon folyó, Írország folyói közül a legnagyobb, két részre osztja.
Az enyhe klíma gazdag vegetációt eredményez, ezért becézik Írországot néha "Smaragdszigetnek".

### Geológiája
A sziget legkevésbé művelhető része a délnyugat és a nyugat, ahol sok a látványos hegy és szikla.
A sziget geológiai szempontból is több részre osztható. A nyugat, Galway és Donegal környéke a Skót-felföldhöz hasonlóan a Kaledóniai-hegységrendszer átalakult kőzeteinek öröksége. Az Ulster délkeleti részétől délnyugat felé, Longfordig és Navanig húzódó vidék ordovícium és szilur kori sziklákból áll, amelyek a skót Déli-Felföldhöz hasonlóak. Még délebbre a wexfordi part szintén ordovíciumi és szilur kori gránitkitüremkedései inkább walesi jellegűek.
A délnyugat, a Bantry-öböl körül és a Macgillycuddy-csúcsok hegyeinek kevéssé átalakult devon kori sziklái Cornwallhoz hasonlítanak.
A sziget laposabb középső részének szikláit karbon kori mészkő borítja, amelyen gazdag vegetáció tenyészik. A nyugati parti, Lisdoonvarna körüli Burren karszt formációkban gazdag vidék. Silvermines és Tynagh ólom és cink tartalmú ásványok rétegei alakultak ki.
A szigeten évtizedek óta folynak a szénhidrogén lelőhelyek kutatásai. Az első jelentős felfedezés – a Marathon Oil cégé – a Kinsale Head gázmező volt az 1970-es években Corkés Cobh partjainál. 1999ben az Enterprise Oil jelentette be a Corrib gázmező felfedezését. Mindezek felpörgették az aktivitást a nyugati partnál, a Shetland-szigetektől nyugatra elterülő északi-tengeri olajlelőhelyekhez hasonlóan. A kutatás folytatódik, többek közt Donegaltól északra, az Ír-tengeren a Szent György-csatornában.

### Éghajlata

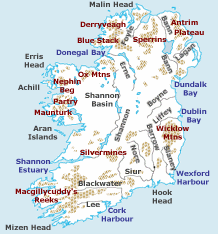
Az Ír-sziget néhány kiemelkedő földrajzi neve. (Részletesebben lásd ezen a nagyobb változaton.)

Az Ír-sziget klímája enyhe, az év folyamán változékony, de nem szélsőséges. A legmelegebb hőmérsékletet, 33,3 °C-ot (91,94 °F) 1887. június 26-án mérték a Kilkenny kastélyban, Kilkenny megyében. A negatív hőmérsékleti rekord -19,1 °C (-2,38 °F), ezt a Sligo megyében lévő Markree kastélyban mérték 1881. január 16-án.
Csapadék egész évben hullik a szigeten, de viszonylag kis mennyiségben, különösen keleten. A nyugati területek átlagban csapadékosabbak és jobban ki vannak téve az Atlanti-óceán viharainak, főleg késő ősszel és a téli hónapokban, amelyek erős szelet, sok esőt és havat, havasesőt hoznak ebbe a régióba. Galway északi részében és Mayo keleti részében regisztrálják a legtöbb villámlást (átlagban 5-10 nap évente). A hosszú hóesés ritka és főleg csak a sziget északi részében fordul elő.
A parti és belföldi területek közt számottevőek a hőmérsékleti különbségek. A belső vidékek télen melegebbek, nyáron hidegebbek – itt átlagban egy évben 40 nap van fagy, miközben a parti területeken csak 10 nap. Kis távolságokon belül alakulnak ki nagy hőmérsékleti különbségek: például Omagh város júliusi napi maximum átlaghőmérséklete 23 °C (73,4 °F), miközben a tőle mindössze 54,1 kilométerre fekvő Derryé csak 18 °C (64,4 °F). Előbbi januári napi minimum átlaghőmérséklete -3 °C, az utóbbié 0 °C.
A sziget különböző területein a januári átlaghőmérséklet minimum -4 °C és maximum 11 °C, a júliusi 9 °C és 23 °C között változik.

## Élővilága

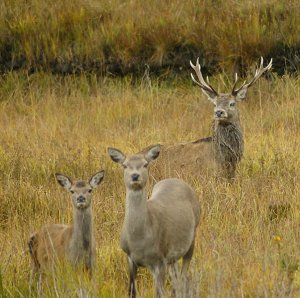
Gímszarvasok a Killarney Nemzeti Parkban (Kerry megye)

Az Ír-szigeten kevesebb állat- és növényfaj honos, mint a Brit-szigeten vagy az európai kontinensen, mivel a legutolsó jégkorszakot követően nagyon korán, mintegy 8000 évvel ezelőtt sziget lett. A sziget növényfajainak egy része azonban kifejezetten csak itt él. A sziget változatos élőhelyeket kínál: megművelt területeket, erdőket, fenyveseket, mocsarakat és parti élőhelyeket.

### Faunája
Csak 31 emlősfaj őshonos a szigeten, mivel a jégkorszak után megemelkedő tengerszint elválasztotta kontinenstől. Néhány faj, mint a vörös róka (Vulpes vulpes), a sün,a hermelin (Mustela erminea) és a borz gyakoriak, mások, mint az ír nyúl (Lepus timidus), a nagy termetű gímszarvas (Cervus elaphus) és a nyuszt (Martes martes) jobbára csak egyes nemzeti parkokban és természetvédelmi területeken láthatók. Néhány behozott faj teljesen alkalmazkodott a környezethez, mint az üregi nyúl (Oryctolagus cuniculus) vagy a vándorpatkány (Rattus norvegicus"").
A szigeten mintegy 400 madárfaj él, sok közülük vándormadár, mint a télen Afrikába költőző fecske. A sarki madarak télen jönnek a szigetre. Az avifauna nagyon gazdag: nagy tengerimadár kolóniák élnek a partok környékén, például a Saltee-szigeteken és a Nagy Skellig-szigeten. A szirti sasok (Aquila chrysaetos) évtizedekkel ezelőtt kipusztultak a szigeten, de újratelepítették őket.
Az Ír-szigeten nincsenek kígyók és hüllőkból is csak egy faj van, az elevenszülő gyík (Zootoca vivipara). Háromféle kétéltű él itt: a gyepi béka (Rana temporaria), a pettyes gőte (Lissotriton vulgaris) és a barna varangy (Bufo calamita), de közülük csak a béka bennszülött faj. A délnyugati partok mentén rendszeresen megjelennek bizonyos tengeri teknős fajok, de nem mennek a partra.

## Történelme

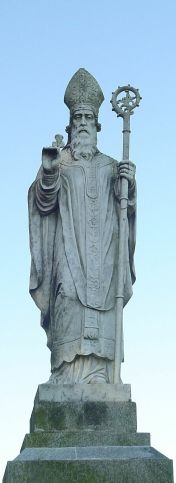
Szent Patrik szobra

Az utolsó jégkorszak idején a mai sziget jórészét jég takarta és összeköttetésben állt a kontinenssel. Területe mintegy 9000 éve lakott. Kőkorszaki lakói a Kr. e. 8. évezredben érkezhettek és a következő 3-4000 évben kultúrájuk a mezolitikusból a fejlett neolitikusig fejlődött. A Kr. e. 2500 körül kezdődött bronzkor idején fejlett arany és bronz díszek készültek a szigeten. A vaskor időszaka a szigeten már a keltákhoz kötődik. A hagyományos elméletek szerint Kr. e. 8. és 1. század közt több hullámban érkeztek a szigetre, az utolsó hullám a gaeleké volt, akik meghódították a szigetet és öt vagy több apró királyságot hoztak létre. A történészek azonban ma inkább már arra hajlanak, hogy inkább hosszú bevándorlási folyamatról lehetett szó, mint hirtelen gyarmatosítási hullámokról. A rómaiak Hibernia vagy Scotia néven ismerték a szigetet. Ptolemaiosz 100-ban részletesen írt a sziget földrajzáról és törzseiről. A helyi emlékezetet az ír költészet, mítoszok és a régészet közvetíti. Róma és a sziget viszonya pontosan nem ismert, a rómaiak írásaiban csak néhány utalás maradt fenn az Ír-szigetre.
A kora középkori krónikák szerint 431-ben érkezett a szigetre Palladius püspök, aki azt a missziót kapta I. Celesztin pápától, hogy legyen „a már Krisztusban hívő” írek pásztora. Ugyanezen krónikák szerint a következő évben érkezett ide Szent Patrik, aki az írek védőszentjévé vált. Palladius és Patrik tevékenységének részletei vitatottak, de arról nagyjából egyetértés van, hogy mindketten léteztek, bár a krónikák időnként összekeverték tetteiket. Palladius valószínűleg Leinsterbe ment, Patrikról pedig azt tartják, hogy Ulsterbe ment, ahol fiatalemberként egy ideig valószínűleg fogoly volt.
Az új hit terjedése megpecsételte a druida-hagyományok sorsát.
Az ír keresztény tudósok virágzó kolostoraikban jeleskedtek a latin és a görög nyelv és a teológiai írások tanulmányozásában és a kora középkor gyakran sötétnek nevezett századaiban is megőrizték a latin és görög kultúra által felhalmozott tudást. Virágzott a kéziratfestés, a fémmegmunkálás és a szobrászat és olyan kincseket hozott létre, mint a Kellsi kódex (kevésbé ismert nevén Columba könyve), illetve gazdagon díszített ékszereket és az ír tájra jellemző faragott kő nagykereszteket. Ezt a virágzó korszakot a 9. századtól a vikingek támadásai és pusztításai törték meg 200 évre. Végül azonban a hódítók megtelepedtek a szigeten és sok várost hoztak létre, mint például a mai Dublin, Cork, Limerick és Waterford.

## Politikája
A sziget politikai felosztása:
- Az Ír Köztársaság, Dublin fővárossal. Az állam hivatalos nevei Ireland és Éire, hivatalos „leírása'” Ír Köztársaság. Észak-Írországban sokan egyszerűen "a Dél" vagy "a Köztársaság" néven emlegetik.
- Észak-Írországot a helyi nacionalisták, illetve az Ír Köztársaság lakói „az Észak” néven emlegetik, a köztársaságpártiak "a Hat Megye", az unionisták Ulster néven ismerik (bár a történelmi Ulster régió a Köztársaságban lévő Donegal, Cavan és Monaghan megyéket is magába foglalta).

Az 1920-as Írország kormánya törvény és a Szétválás előtt az Ír-sziget egésze az 1800-as Egyesülési törvénnyel létrehozott Nagy-Britannia és Írország Egyesült Királyságának része volt. Az ezelőtt létező Ír Királyságot még 1541-ben hozta létre VIII. Henrik angol király, bár a sziget egésze csak a 17. század elején került az angol uralkodók fennhatósága alá. Henrik korát megelőzően az Ír-sziget területén számos apró királyság osztozott (Leinster, Munster, Connacht, Mide, Ulster és mások). Még a normann támadásokat megelőzően ezeket a királyságokat nagykirályok fogták össze: hatalmuk mértéke az adott politikai konstellációtól és a nagykirály személyétől függött.
Sok tekintetben a sziget egységes entitásként működik például a gael játékokban, a rögbiben és néhány más sportágban.
A katolikus egyház, az anglikán Ír Egyház (Church of Ireland) és az Ír Presbiteriánus Egyház szintén az egész szigetet felölelően szerveződött. Az Ír Köztársaság lakóinak 88%-a, Észak-Írország lakosságának 44%-a katolikus.
A szakszervezetek egy része szintén a teljes szigetre szerveződött és az össz-szigeti, dublini központú Szakszervezetek Ír Kongresszusa nevű össz-szigeti tömörüléshez (Irish Congress of Trades Unions, ICTU) tartozik. Más észak-írországi szakszervezetek az Egyesült Királyságban működő Szakszervezeti Kongresszushoz (Trades Union Congress) csatlakoztak, megint mások pedig mindkét szövetséghez.
A sziget kultúrája sok egyéb területen is egységes, az ír népzene például ilyen, bár földrajzi régiónként megjelennek benne egyedi vonások is. Az ír és a skót népzene közt sok a hasonlóság.

### Felosztása

Az Ír-sziget és a 32 egykori megye

Írországot négy tartományra osztják, ezek: Connacht, Leinster, Munster és Ulster. Ír nevük cúigi, azaz „ötöd”, korábban ugyanis öt tartományt tartottak számon. Az ötödik Meath volt (a korai időkben önálló királyság), amelyhez a jelenlegi Meath megye, illetve Westmeath és Longford megyék tartoztak.
A 19. században a brit közigazgatás 32 megyére osztotta az ország területét. Amikor a mai Ír Köztársaság elvált a brit fennhatóság alatt maradt területektől, Észak-Írország területét hat ulsteri megye alkotta és 26 megye a független Írország része lett. Az Egyesült Királyság közigazgatásának 1974-es változásai óta a régi megyehatárok nem léteznek Észak-Írországban (bár Fermanagh Kerületi Tanács területe csaknem megegyezik a korábbi megyével). A Köztársaságban a helyi önkormányzati határok továbbra is követik a megyehatárokat, csak Tipperary megyéből és Dublin megyéből jöttek létre kisebb egységek. A választási kerületek nem teljesen veszik figyelembe a megyehatárokat. Bizonyos sportokban az eredeti 32 megye alapján még mindig létezik a felosztás és a megyék a helyi kultúra és a helyi önazonosság szempontjából is élőek.

### Állami zászlók
| Írország zászlaja              | Az ír trikolór 1919 óta a független Írország zászlaja, az első Dáil ekkor kiáltotta ki az Ír Köztársaságot.                                     |
| Az Egyesült Királyság zászlaja | Az Egyesült Királyság zászlaja, a „Union Jack”. Ez Észak-Írország hivatalos zászlaja is, 1801 és 1922 között jog szerint pedig egész Írországé. |

## Demográfiája

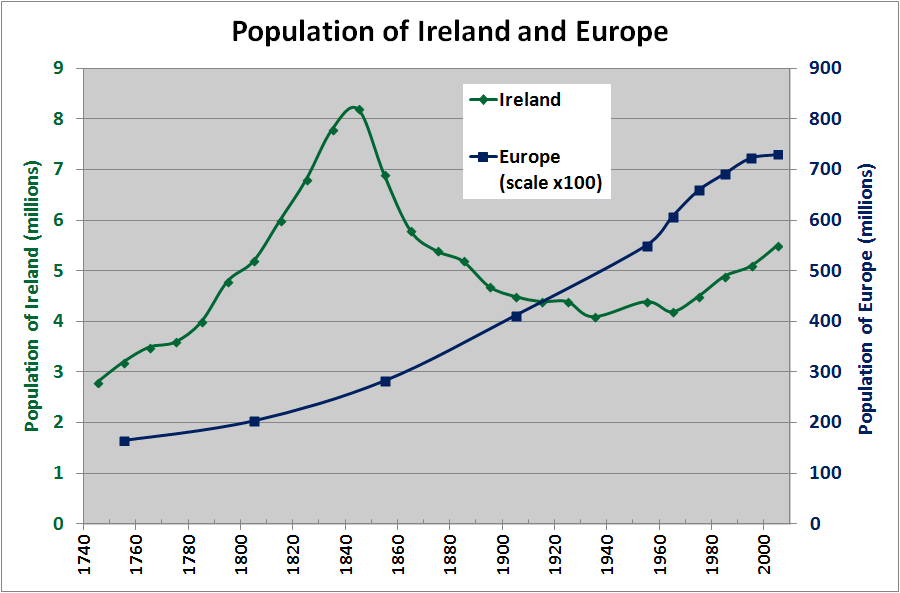
Írország, illetve Európa népességének alakulása a népsűrűséggel arányítva. Jól latszik az 1845 és 1849 közti nagy éhínség katasztrofális hatása.

Az Ír-sziget népsűrűsége (2002)

2008-ban a szigetnek 6 380 661 lakosa volt, a népsűrűség 73,4 fő/km² volt.
A nagy többség ír, azután angolok, ulsteri skótok, ír cigányok és bevándorlók vannak még.
Vallásilag 71,2% római katolikus, 20,9% protestáns (anglikán), 7,5% ateista vagy vallás nélküli, 0,4% egyéb.

## Közlekedés

Vasútvonalak a szigeten

### Legnépesebb települések
|     | Település           | Népesség (fő) |
| --- | ------------------- | ------------- |
| 1.  | Dublin              | 505 739       |
| 2.  | Belfast             | 267 500       |
| 3.  | Cork                | 119 143       |
| 4.  | Londonderry (Derry) | 85 016        |
| 5.  | Galway              | 71 983        |
| 6.  | Lisburn             | 71 465        |
| 7.  | Tallaght            | 64 282        |
| 8.  | Blanchardstown      | 63 820        |
| 9.  | Limerick            | 52 560        |
| 10. | Waterford           | 45 775        |
| 11. | Clondalkin          | 43 929        |
| 12. | Lucan               | 39 786        |

## Érdekes helyei
A sziget néhány érdekes helye:
- Cashel sziklája, Tipperary megye
- Cahir kastély Cahir közelében, Tipperary
- Burren-karszt, Clare megye
- Céide mezők, Mayo megye
- Jerpointi apátság, Kilkenny megye
- Óriások útja, Antrim megye
- Mourne hegyei, Down megye
- Rathlin-sziget, Antrim
- Londonderry (Derry) fallal körülvett városa, Észak-Írország
- Glendalough falu, Wicklow megye
- Croagh Patrick hegy, zarándokhely, Mayo megye
- Wicklow-túra, Wicklow
- Newgrange (Brú na Bóinne) történelem előtti halomsírjai, Meath megye
- Antrimi-völgység, Antrim
- Kellsi kódex, Trinity College Dublin
- Trinity College, Dublin
- Dublini Állatkert, Dublin
- Japánkertek, Kildare megye
- A Botanikus Kert, Dublin
- Aran-szigetek, Galway megye
- Emain Macha (vagy Navan-erőd), Armagh megye
- Tara dombja, Meath megye
- Trimi vár, Meath
- Moher-sziklák, Clare megye
- Blarney-i vár, Cork megye
- Clonmacnoise-i kolostor, Offaly megye
- Achill-sziget, Mayo

## Képek
|  |  |  |